# Diores univittatus
Diores univittatus es una especie de araña del género Diores, familia Zodariidae. Fue descrita científicamente por Tullgren en 1910.
Habita en Tanzania.